# Mémorial de Valençay
 (juillet 2025).
Le mémorial de Valençay est un monument franco-britannique érigé en France à Valençay (Indre) :
- « à la mémoire des agents du SOE section F tués au combat ou morts en déportation », pendant la Seconde Guerre mondiale. 104 agents dont 13 femmes y sont recensés comme n'étant pas revenus, la plupart exécutés par les Allemands dans les conditions terribles des camps[1]. Leur liste fait l'objet de l'article Liste du mémorial de Valençay,
- « et à la mémoire des équipages des forces aériennes et navales alliées disparus au cours des missions spéciales ».

## Le monument

### Description du monument
Le mémorial comprend une sculpture et trois plaques :
- La sculpture, haute de huit mètres et placée au centre de la place, est l'œuvre d'Elizabeth Lucas Harrison. Elle a été réalisée en grande partie par René Marteau, compagnon du tour de France, pour l'entreprise Barat située à Saint-Aignan (41). Intitulée « Spirit of Partnership » (« L'Esprit de Partenariat »), elle symbolise la coopération entre le SOE britannique et la Résistance intérieure française :
  - une colonne sombre évoque le côté clandestin des vols de nuit, par lesquels les agents secrets étaient acheminés en France et ramenés en Angleterre ;
  - une colonne claire évoque le courage et la victoire finale de la Résistance ;
  - entre les deux colonnes, un disque évoque la lune complice, rappelant les périodes de pleine lune favorables aux opérations aériennes clandestines (parachutages, atterrissages et ramassages),
  - trois plots lumineux évoquent le balisage en L préparé par les comités de réception au sol et destiné à guider les avions.
- Une plaque présente la liste des 104 agents.
- Deux autres plaques expriment l'hommage aux agents, en anglais et en français.

### Place du monument
Le mémorial se situe à Valençay, département de l'Indre, France, au rond-point Charles-de-Gaulle, à la sortie nord de la ville, sur la route RD 956. Les coordonnées géographiques figurent en haut et à droite de l'article.

### Responsable du monument
- Propriétaire : la ville de Valençay.

## Historique du projet
- 24 juillet 1988. L'Amicale des Anciens de la Résistance Nord-Indre Vallée du Cher informe du projet le maire de Valençay Pierre Renard.
- 2 juin 1989. Le président du Conseil Général de l'Indre confirme son accord. L'implantation est arrêtée, à la sortie nord de Valençay, au centre de l'anneau de circulation prévu à la Robinerie, sur la route D 956.
- 27 décembre 1989. Enregistrement au J.O. Associations no 52 de l'« Association Nationale pour l'édification du mémorial des agents du SOE et aviateurs alliés des services spéciaux tombés en mission ». Cette association de soutien est destinée à collecter les fonds et à superviser la construction, avec pour conseil d'administration :
  - Président : Jean-Bernard Badaire, président de la Fédération Nationale Libre Résistance (Amicale « Buck »),
  - Vice-président : Pearl Cornioley « Pauline »,
  - Secrétaire général : Paul Guerbois, ancien officier du maquis proche du réseau WRESTLER, président de l'Amicale des Anciens de la Résistance Nord Indre Vallée du Cher, assisté de John David Sainsbury, Colonel Territorial Army.
  - Trésorier général : Gaëtan Ravineau, trésorier de l'Amicale.
- Février 1990. Lancement des souscriptions. Coût du projet 500 000 F, couverts comme suit :
  - en France (70 %) : état, collectivités territoriales, associations d'anciens combattants, particuliers (500) ;
  - en Grande-Bretagne (30 %) : Gerry Holdsworth Special Forces Charitable Trust, Foreign and Commonwealth Office, particuliers.
- 1990. Création d'une commission chargée de rassembler les noms à retenir. Présidée par Sir Francis Brooks Richards, elle réunit Vera Atkins, le Professeur Michael R. D. Foot, Gervase Cowell et John Sainsbury.
- De décembre 1990 à avril 1991. Réalisation des travaux, sous la direction de l'architecte J.P. Caillaudeau.

## Inauguration du mémorial

### Date de l'inauguration du mémorial
L'inauguration eut lieu le 6 mai 1991. Cette date fut choisie car c'était le 50e anniversaire de la première arrivée en France par parachute, dans la nuit du 5 au 6 mai 1941, non loin de Valençay, d'un agent de la section F, Georges Bégué. Il venait travailler comme opérateur radio avec un groupe de résistants créé autour de Max Hymans, et les frères Philippe et Pierre de Vomécourt.

### Personnalités présentes à l'inauguration du mémorial
Monsieur André Méric, Secrétaire d'État aux Anciens Combattants et Victimes de Guerre inaugura le mémorial, en présence de Sa Majesté la Reine Elizabeth, Reine Mère du Royaume-Uni de Grande-Bretagne et d’Irlande du Nord. Autres personnalités : Alain Rondepierre, préfet de l'Indre ; le colonel Maurice Buckmaster, ancien chef de la section F ; d'anciens agents de la section F : Pearl Witherington-Cornioley « Pauline », Gaston Collin, André Watt, Bob Maloubier, Henri Diacono, Marcel Jaurant-Singer, Jacques Poirier.

## Cérémonie annuelle
Chaque année, en principe le 6 mai, jour anniversaire du saut de Georges Bégué (en 1941) et du monument (en 1991), a lieu une cérémonie commémorative, organisée par la Fédération Nationale Libre Résistance. En 2008 et 2011, la cérémonie s’est déroulée en présence de S.A.R. la princesse royale Anne du Royaume-Uni.